# Лансирна рампа
Лансирна рампа (енгл. Launch pad, рус. Стартовый комплекс) је надземна платформа са које се вертикално лансира балистичка ракета или ракета-носач. Космодром (свемирска лука) или лансирни комплекс је постројење на којем се налази више лансирних рампи, и које поседује сву пратећу инфраструктуру.

## Опис
Свака лансирна рампа садржи фиксну или покретну структуру (сервисни торањ) која поседује једну или више платформи за приступ ракети-носачу, и на којој се налазе све везе које су ракети неопходне пре полетања, међу којима су: гориво, криогене течности, електрична енергија, каблови за комуникацију са контролом мисије и пренос телеметрије пред лансирање. Ова структура такође обезбеђује приступ особљу и космонаутима код ракета-носача које превозе људску посаду. Рампа обично садржи и ров за усмеравање издувних гасова од сервисне структуре, јер она може бити оштећена од велике топлоте коју производе ракетни мотори. Већина лансирних рампи поседује и систем за ублажавање акустичне енергије, који упумпава огромне количине воде у ров и на горњи део лансирне рампе како би се ублажила акустична енергија коју производе мотори, а која је довољно јака да може да оштети делове рампе као и саму ракету. У околини лансирне рампе такође се обично налазе два или више торњева који штите ракету-носач и сервисну структуру од удара грома.
Лансирна рампа разликује се од постројења за лансирање балистичких ракета, такозваних силоса, из којих се ракета такође лансира из вертикалног положаја али се цео објекат налази под земљом како би се што боље сачувао у случају напада непријатеља, или како се не би видео на сателитским фотографијама.
Криогена горива (течни кисеоник који је оксиданс, и течни водоник или течни метан који се користе као гориво) морају се константно досипати у ракету пред полетање. Наиме, неколико сати пред лансирање почиње се са пуњењем резервоара ракете-носача ракетним горивом и оксидансом (осим у случају када ракета у свим степеним користи ракетне моторе на чврсто гориво, мада је то редак случај). Када се резервоари напуне до врха почиње се са допуњавањем, јер криогена горива (кисеоник, водоник и метан) су у течном стању само на веома ниским температурама. Како се резервоари до врха напуне обично око сат времена пред лансирање, гориво у резервоару се загрева и почиње поново да се претвара у гас, односно испарава. Због тога се константно додаје мала количина горива како би се одржао ниво који је потребан за успешан лет ракете. Овај процес наставља се све до неколико минута пред полетање, када се сви вентили затварају. Допуњавање резервоара није потребно у случају да ракета користи горива која нису криогена, као што је ракетно гориво РП-1.
Већина ракета-носача везана је за лансирну платформу и након паљења ракетних мотора, све док они не достигну пун потисак када се даје команда за лансирање и ракета полеће. Ракета је за платформу обично везана са неколико великих „руку“ или помоћу екплозивних вијака који се активирају када се да команда за полетање. У том тренутку прекидају се и све везе које је ракета имала са сервисном структуром – црева за гориво, каблови за телеметрију и друго.

## Транспорт ракете-носача до рампе
Постоји више начина на које се ракета-носач може транспортовати од зграде за финалну обраду до лансирне рампе:
- Прва велика ракета која је успешно ушла у употребу – немачка V-2, од фабрике у Пенеминдеу до лансирне рампе транспортована је у хоризонталном положају, док је „реп“ ракете (крај на којем се налазио ракетни мотор) био окренут у правцу кретања. Овај метод се користио код скоро свих ракета-носача у Совјетском савезу, међу њима и ракете супер-тешке категорије Н–1 и Енергија, као и код неких западних ракета-носача (Фалкон 9, Антарес).
- Слично претходном методу, приликом пробних лансирања горњих степена ракете из совјетског ласнирног комплекса близу Волгограда, горњи степен и заштитни омотач би се у хоризонталном положају транспортовао до силоса у којем се већ налазио први степен, који је у ствари био конвертована интерконтинентална балистичка ракета. Након тога, довезени горњи степен би се дизалицом подигао и вертикално монтирао на први степен у силосу. Често се дешавало да укупна висина премашује висину силоса, тако да је он остајао отворен, а део заштитног омотача и горњег степена би вирео изнад земље. У овом случају није се користила надземна лансирна рампа. Уз то, руски силоси за балистичке ракете се могу користити више пута, тако да је из једног силоса могуће спровести више тестова. Овај метод коришћен је само код тестирања Космос серије малих ракета-носача.

- Метод вертикалне интеграције великих ракета-носача унутар зграде за вертикалну интеграцију (енгл. Vehicle Assembly Building), на мобилној платформи за лансирање (енгл. Mobile Launcher Platform) која је поседовала и велики торањ са свим неопходним везама, развијен је наменски за ракету Сатурн V којом су мисије пројекта Аполо лансиране ка Месецу. Ова платформа је затим транспортована помоћу гусеничарa транспортера до једне од две лансирне рампе лансирног комплекса 39 свемирског центра Кенеди. Овај метод је касније коришћен и при лансирању мање ракете Сатурн IB током пројеката Аполо-Сојуз и ка америчкој свемирској станици Скајлаб, а касније и за лансирање спејс-шатла.[1]
- Америчке ракете-носачи Титан III и Титан IV од зграде за вертикалну интеграцију су на мобилној платформи до лансирне рампе транспортоване преко две паралелне шине. Овај принцип користи се и данас код ракете Атлас V. Сличан метод користи се и приликом интеграције ракете Аријана 5 агенције ЕСА, која се лансира са космодрома Куру у Француској Гвајани, као и код кинеске ракете-носача Дуги марш 3Б.

- У ваздухопловној бази Ванденберг (Калифорнија) ракете-носачи интегрисане су вертикално у великој згради која није имала прозоре, а која се пред лансирање „отварала“ (цео један зид је у ствари био сачињен од више врата која су се отварала) и удаљавала стотинак метара даље како не би била оштећена издувним гасовима ракете. Овакав систем развијен је примарно из војних разлога, јер ракета није била видљива на сателитским снимцима и није се знало да ће до лансирања доћи све до неколико десетина минута пре самог полетања (слично силосима за балистичке ракете). Овакав метод се користи и код лансирања ракета: Делта IV, Сојуз-2 из Куруа, европских Аријана 1–4, као и код неких кинеских и јапанских ракета.
- Током 1920их Херман Оберт је предлагао да се ракете склапају вертикално на баржама на води. Овај метод озбиљно се разматрао за употребу од стране свемирског центра Кенеди при лансирању ракете Сатурн V, али се од њега одустало због тога што је ракета била веома нестабилна (маса јој није била повољно распоређена пре пуњења резервоара горивом). Међутим, почетком 21. века основана је компанија Sea Launch („Лансирање са мора“) која је пружала услуге лансирања сателита у геосинхорну орбиту. Компанија је купила платформу „Одисеј“, која је претходно служила за нафтне бушотине на отвореном мору, и прерадила је тако да се са ње може лансирати руска ракета Зенит. Ракета је до места лансирања усред Тихог океана транспортована унутар платформе у хоризонталном положају, а затим би пред лансирање била усправљена, напуњена горивом и лансирана.
- Ракете-носачи Дњепр транспортују се вертикално до места лансирања где се убацују у силосе, јер је ова ракета у ствари прерађени ИЦБМ Р-36 „Војвода“.

## Галерија
- Тест система за пригушење звука. Током лансирања спејс-шатла, на платформу се истискивало преко 1.300.000 литара воде за 41 секунду.[2]
- Ракета-носач Сојуз-2 на лансирној рампи.
- Анимација лансирања Сојуза
- Ракета Аријана 5 пред полетање са космодрома Куру

- Поглед са лансирног торња на полетање мисије Аполо 11
- Ракета-носач Фалкон 9 на лансирној рампи.
- Полетање ракете Атлас V
- Ракета Делта IV Хеви на лансирној рампи пред полетање
- Полетање ракете Зенит са платформе Одисеј